# Juan Alais
Juan Alais Moncada (Buenos Aires, 7 dicembre 1844 – Buenos Aires, 7 ottobre 1914) è stato un chitarrista argentino.
Iniziò a studiare chitarra dopo aver sentito suonare suo fratello Guillermo. Al ritorno da un lungo viaggio Guillermo sentì Juan suonare meglio di lui, e da allora non suonò mai più in presenza di Juan. Juan Alais iniziò a suonare in pubblico a 11 anni senza l'aiuto di un insegnante. Dal 1870 cominciò l'attività di insegnante. Juan Alais fu denominato "Juan el inglés", per le sue origini familiari inglesi.
Juan Alais fu uno dei due insegnanti di Gustavo Sosa Escalada (1877-1943), a sua volta maestro di Agustin Barrios, l'altro fu Carlos Garcia Tolsa.
I suoi primi pezzi furono pubblicati da Carlos Schnockel nel 1870 e successivamente da Francisco Nuñez.
Scrisse e pubblicò 87 canzoni.
Nel 1910 rimase paralizzato e morì quattro anni più tardi.